# 水月律
水月律（日语：水月りつ，10月14日—），日本AV女優。所屬事務所是テスター

## 個人簡歷
2018年3月以E-BODY的專屬女優身分出道，藝名是「武田真（たけだ まこと）」。所屬事務所是T-POWERS。
2018年5月脫離專屬身分，成為企劃單體女優。
2019年5月於Twitter上宣布改名為「藤白桃羽（ふじしろ ももは）」。所屬事務所移到アローズ。
2020年3月於Twitter上宣布改名為「水月律」。所屬事務所是テスター。

## 外部連結
- 水月りつ 🐾的X（前Twitter）（2019年5月26日 - ）